# Paul Neumann
Paul Neumann (n. 13 iunie 1875, Viena, Austro-Ungaria – d. 9 februarie 1932, Viena, Republica Austriacă) a fost un înotător ce a reprezentat Statele Unite ale Americii, medaliat olimpic. A participat la o ediție a Jocurilor Olimpice (1896) în care a câștigat o medalie de aur.

## Participări
Lista de mai jos prezintă principalele competiții la care a participat Paul Neumann de-a lungul carierei.
- Natație la Jocurile Olimpice de vară din 1896 - 500 m liber (masculin)